# Sputnik nad Polską
Sputnik nad Polską – coroczny festiwal filmów rosyjskich organizowany od 2007 roku, z siedzibą w Warszawie oraz replikami regionalnymi. Czwarta edycja z roku 2010 została umieszczona przez portal film.onet.pl wśród najważniejszych wydarzeń kinematograficznych tego roku.

## Historia
Od 1 do 9 edycji Festiwalu do komitetu organizacyjnego należał Piotr Skulski właściciel Europejskiej Agencji Reklamowej. Od 10 edycji impreza jest wspólnym przedsięwzięciem fundacji „Wspieram” i firmy dystrybucyjnej „35 mm”. Pierwsza edycja festiwalu, ze względu na kilkunastoletni, biorący początek od zmiany ustrojowej w 1989 roku, okres braku wymiany filmowej pomiędzy Polską i Rosją, była przygotowywana bez nadmiernych oczekiwań na szeroki odbiór. Festiwal cieszył się jednak na tyle dużym zainteresowaniem, że przekształcił się w imprezę o charakterze stałym. Organizatorzy podsumowali pierwszą edycję stwierdzeniem, że była ona wielkim sukcesem, a kino rosyjskie Polacy lubią i powinno być ono obecne w telewizji oraz w salach filmowych.
Celem festiwalu jest prezentowanie najbardziej znaczących dzieł rosyjskiej sztuki filmowej, dzieł twórców już uznanych, jak i dopiero wchodzących na scenę, oraz filmów przeznaczonych dla dzieci. Pokazy festiwalowe odbywają się w Warszawie oraz w 27 innych miastach Polski (dane dla 4. edycji) jako tzw. repliki (mutacje) prezentujące wybór repertuaru głównego.  
Imprezami towarzyszącymi festiwalowi są koncerty, wystawy, debaty i wykłady połączone ze spotkaniami widzów z filmowcami i krytykami.
Podczas festiwalu są przeprowadzane też konkursy – plebiscyt publiczności, konkurs na najlepszą recenzję, konkurs na nagrodę kanału „Wojna i pokój” oraz konkurs Grand Prix „Sputnik” (jury w 2010 r. Andrzej Żuławski, Anita Piotrowska oraz Tadeusz Sobolewski).
Patronami honorowymi festiwalu są: Minister Spraw Zagranicznych, Urząd Miasta Stołecznego Warszawy, Minister Gospodarki, Ministerstwo Kultury i Dziedzictwa Narodowego, Polski Instytut Sztuki Filmowej, Stowarzyszenie Filmowców Polskich, Wytwórnia Filmów Dokumentalnych i Fabularnych oraz Urząd Marszałkowski Województwa Mazowieckiego. 
W Rosji od 2008 roku organizowany jest symetryczny festiwal „Wisła”, prezentujący dzieła polskiej kinematografii.
W 2022 roku festiwal został odwołany w związku z napaścią Rosji na Ukrainę.

## Grand Prix
2021 Gorączka, reż. Kiriłł Sieriebriennikow
2020 Drodzy Towarzysze!, reż. Andriej Konczałowski
2019 Byk, reż. Boris Akopow
2018 Serce świata, reż. Natalia Mieszczaninowa
2017 Arytmia, reż. Boris Chlebnikow
2016 Uczeń, reż. Kiriłł Sieriebriennikow
2015 Kraina Oz, reż. Wasilij Sigariew
2014 Jak mam na imię, reż. Nigina Sajfułłajewa
2013 Geograf przepił globus, reż. Aleksander Wieledinski
2012 Córka, reż. Aleksander Kasatkin, Natalia Nazarowa
2011 Faust, reż. Aleksander Sokurow
2010 Półtora pokoju, reż. Andriej Chrżanowski

## Nagroda Publiczności
2020 Wierność, reż. Nigina Sajfułłajewa
2019 Byk, reż. Boris Akopow
2018 Dwoje, reż. Timofiej Dałnin
2017 Arytmia, reż. Boris Chlebnikow
2016 Windykator, reż. Aleksiej Krasowski
2015 Chłopak z naszego cmentarza, reż. Ilja Czyżykow, Anton Czyżykow
2014 Dureń, reż. Jurij Bykow
2013 Geograf przepił globus, reż. Aleksander Wieledinski
2012 Żyć, reż. Wasilij Sigariew
2011 Generation P, reż. Wiktor Ginzburg
2010 Pochowajcie mnie pod podłogą, reż. Siergiej Snieżkin
2009 Morfina, reż. Aleksiej Bałabanow; Dzikie pole, reż. Michaił Kałatoziszwili
2008 Podróż ze zwierzętami domowymi, reż. Wiera Storożewa
2007 Wygnanie, reż. Andriej Zwiagincew